# Rolf Massin
Rolf Massin (* 27. August 1939 in Teplitz-Schönau, Reichsgau Sudetenland; † 30. März 2020 in Narbonne) war ein deutscher Autor und Philosoph.

## Werdegang

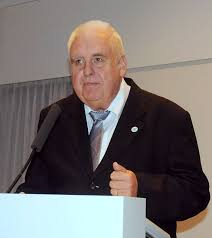
Rolf Massin

Massin studierte zunächst Philologie in Münster, London und Dijon, bevor er in Philosophie promovierte. Er betreute im Auftrag des Auswärtigen Amtes über viele Jahre afrikanische Deutschlehrer in Obervolta und Senegal. Der ehemalige Studiendirektor war für den Verein Deutsche Sprache (VDS) Regionalvorsitzender von Südfrankreich, darüber hinaus war er mehr als 20 Jahre erster Vorsitzender der Gesellschaft zur Förderung europäischer Städtepartnerschaften.
Im Auftrag des Auswärtigen Amtes fungierte Massin als Koautor des vierbändigen Lehrwerks Ihr und Wir. Er starb im März 2020 in Frankreich.

## Veröffentlichungen (Auswahl)
- Vingt athlètes à Narbonne: Quinze épisodes racontés. Schöningh, Paderborn 1978, ISBN 978-3-506461-50-6.
- Strumpf. Aus dem Leben eines afrikanischen Hundes. Anno-Verlag, Rheinberg 2011, ISBN 978-3-939256-02-1.
- Der Weg zum Miteinander. Geschichte und Geschichten ausgewählter europäischer Städtepartnerschaften. Anno-Verlag, Ahlen 2014, ISBN 978-3-939256-19-9.
- Nous sommes tous aimables. IFB-Verlag, Paderborn 2019, ISBN 978-3-942409-86-5.